# 98 v.Chr.

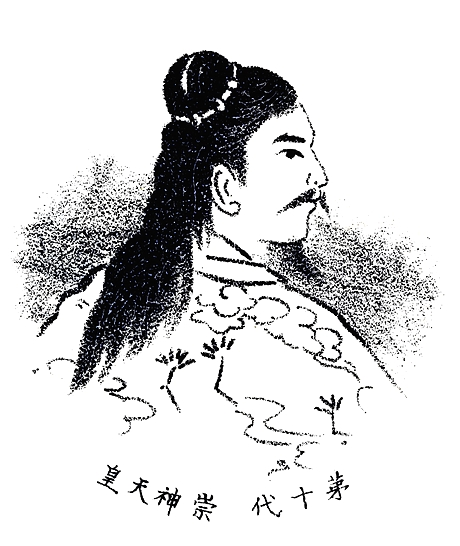
Keizer Sujin (r. 98 - 30 v.Chr.)

Het jaar 98 v.Chr. is een jaartal in de 1e eeuw v.Chr. volgens de christelijke jaartelling.

## Gebeurtenissen

### Italië
- In Rome verbiedt de Senaat bij een decreet, het mensenofferen om de goden te verzoenen. Dit wordt echter vervangen door gladiatorgevechten en openbare executies.
- De Lex Caecilia Didia komt tot stand, in deze Romeinse wet bepaalt men in een volksvergadering dat maatregelen niet in één voorstel mogen worden samengebracht.

### Japan
- Sujin (r. 98 - 30 v.Chr.) volgt zijn vader Kaika op als de 10e keizer van Japan.

## Geboren
- Lucius Cornelius Lentulus Crus (~98 v.Chr. - ~48 v.Chr.), Romeins consul en politicus
- Lucius Domitius Ahenobarbus (~98 v.Chr. - ~48 v.Chr.), Romeins consul en veldheer
- Quintus Caecilius Metellus Scipio (~98 v.Chr. - ~46 v.Chr.), Romeins consul en veldheer
- Terentia Varrones, echtgenote van Marcus Tullius Cicero (overleden 4)

## Overleden
- Lucius Caecilius Metellus Dalmaticus (~164 v.Chr. - ~98 v.Chr.), Romeins consul en pontifex maximus (66)
- Gaius Caecilius Metellus Caprarius (~159 v.Chr. - ~98 v.Chr.), Romeins consul en veldheer (61)